# 圆锥少穗竹
圆锥少穗竹（学名：Oligostachyum paniculatum）为禾本科少穗竹屬下的一个种。种名paniculatum意为圆锥形的。